# Рудаково (заказник)
Рудако́во (бел. Рудакова) — биологический заказник в Мядельском районе Минской области Белоруссии. Ранее являлся государственным биологическим заказником республиканского значения. Ныне функционирует в составе Нарочанского национального парка.
Заказник образован согласно постановлению Совета министров Белорусской ССР от 9.1.1991 № 13 одновременно с Некасецким заказником и заказником Пасынки.
Располагается между озёрами Мядель и Рудаково, вблизи от земель колхоза «Ленинский путь» и Новомядельского лесничества. Общая площадь заказника составляет 369 га (3,69 км²).
Территория, которую занимает заказник, представляет собой типичный участок юга Белорусского Поозерья. Здесь расположена наиболее возвышенная часть Свенцянских гряд. На территории представлены различные типы ландшафтов, в числе которых суходольные и заболоченные луга, леса и редколесья, заросли кустарников. В пределах заказника произрастают 14 редких и исчезающих видов растений, а также ряд видов, нуждающихся в профилактической охране.
Наиболее ценные растения суходольных лугов — пололепестник зелёный, кокушник длиннорогий, горечавочка горьковатая, пальчатокоренник балтийский, та́йник яйцевидный, ужовник обыкновенный, вероника широколистная. Также встречаются ятрышник-дремлик, горечавка крестообразная, любка двулистная, первоцвет весенний. В разреженных сосновых лесах произрастают арника горная, дремлик тёмно-красный, прострел раскрытый; в берёзовых и смешанных лесах и зарослях кустарников — водосбор обыкновенный, колокольчик персиколистный, наперстянка крупноцветковая, перелеска благородная, чина гладкая. На заболоченных участках местности растут ирис сибирский и купальница европейская.